# SAGEM my401C
SAGEM my401C – telefon komórkowy marki SAGEM, wprowadzony na rynek w 2007 roku. Ma bardzo zbliżone funkcje do modelu my411X, jednak różni się tym, że jest clamshellem.